# Lijst van olympische medaillewinnaars langlaufen
Langlaufen is een van de sporten die op de Olympische Winterspelen worden beoefend. Deze pagina geeft de lijst van olympische medaillewinnaars in deze sport.

## Mannen

### Korte afstand
| Editie       | Stijl        | Goud         | Goud                 | Zilver       | Zilver                  | Brons        | Brons                  |
| 18 kilometer | 18 kilometer | 18 kilometer | 18 kilometer         | 18 kilometer | 18 kilometer            | 18 kilometer | 18 kilometer           |
| ------------ | ------------ | ------------ | -------------------- | ------------ | ----------------------- | ------------ | ---------------------- |
| 1924         | Klassiek     | NOR          | Thorleif Haug        | NOR          | Johan Grøttumsbråten    | FIN          | Tapani Niku            |
| 1928         | Klassiek     | NOR          | Johan Grøttumsbråten | NOR          | Ole Hegge               | NOR          | Reidar Ødegaard        |
| 1932         | Klassiek     | SWE          | Sven Utterström      | SWE          | Axel Wikström           | FIN          | Veli Saarinen          |
| 1936         | Klassiek     | SWE          | Erik Larsson         | NOR          | Oddbjørn Hagen          | FIN          | Pekka Niemi            |
| 1948         | Klassiek     | SWE          | Martin Lundström     | SWE          | Nils Östensson          | SWE          | Gunnar Eriksson        |
| 1952         | Klassiek     | NOR          | Hallgeir Brenden     | FIN          | Tapio Mäkelä            | FIN          | Paavo Lonkila          |
| 15 kilometer |              |              |                      |              |                         |              |                        |
| 1956         | Klassiek     | NOR          | Hallgeir Brenden     | SWE          | Sixten Jernberg         | URS          | Pavel Koltsjin         |
| 1960         | Klassiek     | NOR          | Håkon Brusveen       | SWE          | Sixten Jernberg         | FIN          | Veikko Hakulinen       |
| 1964         | Klassiek     | FIN          | Eero Mäntyranta      | NOR          | Harald Grønningen       | SWE          | Sixten Jernberg        |
| 1968         | Klassiek     | NOR          | Harald Grønningen    | FIN          | Eero Mäntyranta         | SWE          | Gunnar Larsson         |
| 1972         | Klassiek     | SWE          | Sven-Åke Lundbäck    | URS          | Fjodor Simasjov         | NOR          | Ivar Formo             |
| 1976         | Klassiek     | URS          | Nikolaj Bazjoekov    | URS          | Jevgeni Beljajev        | FIN          | Arto Koivisto          |
| 1980         | Klassiek     | SWE          | Thomas Wassberg      | FIN          | Juha Mieto              | NOR          | Ove Aunli              |
| 1984         | Klassiek     | SWE          | Gunde Svan           | FIN          | Aki Karvonen            | FIN          | Harri Kirvesniemi      |
| 1988         | Klassiek     | URS          | Michail Devjatjarov  | NOR          | Pål Gunnar Mikkelsplass | URS          | Vladimir Smirnov       |
| 10 kilometer |              |              |                      |              |                         |              |                        |
| 1992         | Klassiek     | NOR          | Vegard Ulvang        | ITA          | Marco Albarello         | SWE          | Christer Majbäck       |
| 1994         | Klassiek     | NOR          | Bjørn Dæhlie         | KAZ          | Vladimir Smirnov        | ITA          | Marco Albarello        |
| 1998         | Klassiek     | NOR          | Bjørn Dæhlie         | AUT          | Markus Gandler          | FIN          | Mika Myllylä           |
| 15 kilometer |              |              |                      |              |                         |              |                        |
| 2002         | Klassiek     | EST          | Andrus Veerpalu      | NOR          | Frode Estil             | EST          | Jaak Mae               |
| 2006         | Klassiek     | EST          | Andrus Veerpalu      | CZE          | Lukáš Bauer             | GER          | Tobias Angerer         |
| 2010         | Vrije stijl  | SUI          | Dario Cologna        | ITA          | Pietro Piller Cottrer   | CZE          | Lukáš Bauer            |
| 2014         | Klassiek     | SUI          | Dario Cologna        | SWE          | Johan Olsson            | SWE          | Daniel Richardsson     |
| 2018         | Vrije stijl  | SUI          | Dario Cologna        | NOR          | Simen Hegstad Krüger    | OAR          | Denis Spitsov          |
| 2022         | Klassiek     | FIN          | Iivo Niskanen        | ROC          | Aleksandr Bolsjoenov    | NOR          | Johannes Høsflot Klæbo |

| Land   | Goud | Zilver | Brons | Tot. |
| ------ | ---- | ------ | ----- | ---- |
| NOR    | 9    | 7      | 4     | 20   |
| SWE    | 6    | 5      | 5     | 16   |
| SUI    | 3    | 0      | 0     | 3    |
| FIN    | 2    | 4      | 8     | 14   |
| URS    | 2    | 2      | 2     | 6    |
| EST    | 2    | 0      | 1     | 3    |
| ITA    | 0    | 2      | 1     | 3    |
| CZE    | 0    | 1      | 1     | 2    |
| KAZ    | 0    | 1      | 0     | 1    |
| AUT    | 0    | 1      | 0     | 1    |
| ROC    | 0    | 1      | 0     | 1    |
| GER    | 0    | 0      | 1     | 1    |
| OAR    | 0    | 0      | 1     | 1    |
| Totaal | 24   | 24     | 24    | 72   |

Meervoudige medaillewinnaars
| Succesvolste | Meervoudige                                                                            |
| --- | -------------------------------------------------------------------------------------- |
| 3-0-0 Dario Cologna 2-0-0 Hallgeir Brenden 2-0-0 Bjørn Dæhlie 2-0-0 Andrus Veerpalu 1-1-0 Johan Grøttumsbråten 1-1-0 Harald Grønningen 1-1-0 Eero Mäntyranta | 0-2-1 Sixten Jernberg 0-1-1 / Vladimir Smirnov 0-1-1 Marco Albarello 0-1-1 Lukáš Bauer |

### Lange afstand
| Editie            | Stijl        | Goud         | Goud                 | Zilver       | Zilver               | Brons        | Brons                |
| 50 kilometer      | 50 kilometer | 50 kilometer | 50 kilometer         | 50 kilometer | 50 kilometer         | 50 kilometer | 50 kilometer         |
| ----------------- | ------------ | ------------ | -------------------- | ------------ | -------------------- | ------------ | -------------------- |
| ↓ Intervalstart ↓ |              |              |                      |              |                      |              |                      |
| 1924              | Klassiek     | NOR          | Thorleif Haug        | NOR          | Thoralf Strømstad    | NOR          | Johan Grøttumsbråten |
| 1928              | Klassiek     | SWE          | Per-Erik Hedlund     | SWE          | Gustaf Jonsson       | SWE          | Volger Andersson     |
| 1932              | Klassiek     | FIN          | Veli Saarinen        | FIN          | Väinö Liikkanen      | NOR          | Arne Rustadstuen     |
| 1936              | Klassiek     | SWE          | Elis Wiklund         | SWE          | Axel Wikström        | SWE          | Nils-Joel Englund    |
| 1948              | Klassiek     | SWE          | Nils Karlsson        | SWE          | Harald Eriksson      | FIN          | Benjamin Vanninen    |
| 1952              | Klassiek     | FIN          | Veikko Hakulinen     | FIN          | Eero Kolehmainen     | NOR          | Magnar Estenstad     |
| 1956              | Klassiek     | SWE          | Sixten Jernberg      | FIN          | Veikko Hakulinen     | URS          | Fjodor Terentjev     |
| 1960              | Klassiek     | FIN          | Kalevi Hämäläinen    | FIN          | Veikko Hakulinen     | SWE          | Rolf Rämgård         |
| 1964              | Klassiek     | SWE          | Sixten Jernberg      | SWE          | Assar Rönnlund       | FIN          | Arto Tiainen         |
| 1968              | Klassiek     | NOR          | Ole Ellefsæter       | URS          | Vjatsjeslav Vedenin  | SUI          | Josef Haas           |
| 1972              | Klassiek     | NOR          | Pål Tyldum           | NOR          | Magne Myrmo          | URS          | Vjatsjeslav Vedenin  |
| 1976              | Klassiek     | NOR          | Ivar Formo           | GDR          | Gert-Dietmar Klause  | SWE          | Benny Södergren      |
| 1980              | Klassiek     | URS          | Nikolaj Zimjatov     | FIN          | Juha Mieto           | URS          | Alexander Savjalov   |
| 1984              | Klassiek     | SWE          | Thomas Wassberg      | SWE          | Gunde Svan           | FIN          | Aki Karvonen         |
| 1988              | Vrije stijl  | SWE          | Gunde Svan           | ITA          | Maurilio De Zolt     | SUI          | Andy Grünenfelder    |
| 1992              | Klassiek     | NOR          | Bjørn Dæhlie         | ITA          | Maurilio De Zolt     | ITA          | Giorgio Vanzetta     |
| 1994              | Vrije stijl  | KAZ          | Vladimir Smirnov     | FIN          | Mika Myllylä         | NOR          | Sture Sivertsen      |
| 1998              | Vrije stijl  | NOR          | Bjørn Dæhlie         | SWE          | Niklas Jonsson       | AUT          | Christian Hoffmann   |
| 2002              | Klassiek     | RUS          | Michail Ivanov       | EST          | Andrus Veerpalu      | NOR          | Odd-Bjørn Hjelmeset  |
| ↓ Massastart ↓    |              |              |                      |              |                      |              |                      |
| 2006              | Vrije stijl  | ITA          | Giorgio Di Centa     | RUS          | Jevgeni Dementjev    | AUT          | Mikhail Botvinov     |
| 2010              | Klassiek     | NOR          | Petter Northug       | GER          | Axel Teichmann       | SWE          | Johan Olsson         |
| 2014              | Vrije stijl  | RUS          | Aleksandr Legkov     | RUS          | Maksim Vylegsjanin   | RUS          | Ilja Tsjernoesov     |
| 2018              | Klassiek     | FIN          | Iivo Niskanen        | OAR          | Aleksandr Bolsjoenov | OAR          | Andrej Larkov        |
| 2022              | Vrije stijl  | ROC          | Aleksandr Bolsjoenov | ROC          | Ivan Jakimoesjkin    | NOR          | Simen Hegstad Krüger |

| Land   | Goud | Zilver | Brons | Tot. |
| ------ | ---- | ------ | ----- | ---- |
| SWE    | 7    | 6      | 5     | 18   |
| NOR    | 7    | 2      | 6     | 15   |
| FIN    | 4    | 6      | 3     | 13   |
| RUS    | 2    | 2      | 1     | 5    |
| ITA    | 1    | 2      | 1     | 4    |
| URS    | 1    | 1      | 3     | 5    |
| ROC    | 1    | 1      | 0     | 2    |
| KAZ    | 1    | 0      | 0     | 1    |
| OAR    | 0    | 1      | 1     | 2    |
| EST    | 0    | 1      | 0     | 1    |
| GDR    | 0    | 1      | 0     | 1    |
| GER    | 0    | 1      | 0     | 1    |
| AUT    | 0    | 0      | 2     | 2    |
| SUI    | 0    | 0      | 2     | 2    |
| Totaal | 24   | 24     | 24    | 72   |

Meervoudige medaillewinnaars
| Succesvolste                                                                                                  | Meervoudige                                      |
| --- | ------------------------------------------------ |
| 2-0-0 Sixten Jernberg 2-0-0 Bjørn Dæhlie 1-2-0 Veikko Hakulinen 1-1-0 Gunde Svan 1-1-0 / Aleksandr Bolsjoenov | 0-2-0 Maurilio De Zolt 0-1-1 Vjatsjeslav Vedenin |

### Estafette
| Editie           | Stijl            | Goud             | Goud                                                                              | Zilver           | Zilver                                                                    | Brons            | Brons                                                                       |
| 4 x 10 kilometer | 4 x 10 kilometer | 4 x 10 kilometer | 4 x 10 kilometer                                                                  | 4 x 10 kilometer | 4 x 10 kilometer                                                          | 4 x 10 kilometer | 4 x 10 kilometer                                                            |
| ---------------- | ---------------- | ---------------- | --------------------------------------------------------------------------------- | ---------------- | ------------------------------------------------------------------------- | ---------------- | --------------------------------------------------------------------------- |
| 1936             | Klassiek         | FIN              | Kalle Jalkanen Klaes Karppinen Matti Lähde Sulo Nurmela                           | NOR              | Sverre Brodahl Oddbjørn Hagen Olaf Hoffsbakken Bjarne Iversen             | SWE              | John Berger Arthur Häggblad Erik Larsson Martin Matsbo                      |
| 1948             | Klassiek         | SWE              | Gunnar Eriksson Martin Lundström Nils Östensson Nils Täpp                         | FIN              | August Kiuru Teuvo Laukkanen Sauli Rytky Lauri Silvennoinen               | NOR              | Erling Evensen Olav Hagen Reidar Nyborg Olav Økern                          |
| 1952             | Klassiek         | FIN              | Heikki Hasu Urpo Korhonen Paavo Lonkila Tapio Mäkelä                              | NOR              | Hallgeir Brenden Magnar Estenstad Mikal Kirkholt Martin Stokken           | SWE              | Sigurd Andersson Enar Josefsson Martin Lundström Nils Täpp                  |
| 1956             | Klassiek         | URS              | Nikolai Anikin Pavel Koltsjin Vladimir Koezin Fjodor Terentjev                    | FIN              | Veikko Hakulinen August Kiuru Jorma Kortelainen Arvo Viitanen             | SWE              | Sixten Jernberg Lennart Larsson Per-Erik Larsson Gunnar Samuelsson          |
| 1960             | Klassiek         | FIN              | Toimi Alatalo Veikko Hakulinen Väinö Huhtala Eero Mäntyranta                      | NOR              | Hallgeir Brenden Haakon Brusveen Harald Grønningen Einar Østby            | URS              | Nikolai Anikin Aleksei Koeznetsov Anatoli Sjeljukhin Gennadi Vaganov        |
| 1964             | Klassiek         | SWE              | Karl-Åke Asph Sixten Jernberg Assar Rönnlund Janne Stefansson                     | FIN              | Väinö Huhtala Kalevi Laurila Eero Mäntyranta Arto Tiainen                 | URS              | Pavel Koltsjin Ivan Oetrobin Gennadi Vaganov Igor Vorontsjisjin             |
| 1968             | Klassiek         | NOR              | Ole Ellefsæter Harald Grønningen Odd Martinsen Pål Tyldum                         | SWE              | Bjarne Andersson Jan Halvarsson Gunnar Larsson Assar Rönnlund             | FIN              | Kalevi Laurila Eero Mäntyranta Kalevi Oikarainen Hannu Taipale              |
| 1972             | Klassiek         | URS              | Fjodor Simasjov Joeri Skobov Vjatsjeslav Vedenin Vladimir Voronkov                | NOR              | Oddvar Brå Ivar Formo Johs Harviken Pål Tyldum                            | SUI              | Albert Giger Eduard Hauser Alfred Kälin Alois Kälin                         |
| 1976             | Klassiek         | FIN              | Arto Koivisto Juha Mieto Matti Pitkänen Pertti Teurajärvi                         | NOR              | Ivar Formo Odd Martinsen Einar Sagstuen Pål Tyldum                        | URS              | Nikolaj Bazjoekov Jevgeni Beljajev Ivan Garanin Sergej Saveljev             |
| 1980             | Klassiek         | URS              | Nikolaj Bazjoekov Jevgeni Beljajev Vasili Rotsjev Nikolaj Zimjatov                | NOR              | Per Knut Aaland Ove Aunli Oddvar Brå Lars-Erik Eriksen                    | FIN              | Harri Kirvesniemi Juha Mieto Matti Pitkänen Pertti Teurajärvi               |
| 1984             | Klassiek         | SWE              | Benny Kohlberg Jan Ottosson Gunde Svan Thomas Wassberg                            | URS              | Alexander Batjoek Vladimir Nikitin Alexander Savjalov Nikolaj Zimjatov    | FIN              | Aki Karvonen Harri Kirvesniemi Juha Mieto Kari Ristanen                     |
| 1988             | Vrije stijl      | SWE              | Torgny Mogren Jan Ottosson Gunde Svan Thomas Wassberg                             | URS              | Michail Devjatjarov Aleksej Prokoerorov Vladimir Sachnov Vladimir Smirnov | TCH              | Pavel Benc Václav Korunka Radim Nyč Ladislav Švanda                         |
| 1992             | KKVV             | NOR              | Bjørn Dæhlie Terje Langli Kristen Skjeldal Vegard Ulvang                          | ITA              | Marco Albarello Silvio Fauner Giuseppe Pulie Giorgio Vanzetta             | FIN              | Jari Isometsä Harri Kirvesniemi Mika Kuusisto Jari Räsänen                  |
| 1994             | KKVV             | ITA              | Marco Albarello Maurilio De Zolt Silvio Fauner Giorgio Vanzetta                   | NOR              | Thomas Alsgaard Bjørn Dæhlie Sture Sivertsen Vegard Ulvang                | FIN              | Jari Isometsä Harri Kirvesniemi Mika Myllylä Jari Räsänen                   |
| 1998             | KKVV             | NOR              | Thomas Alsgaard Bjørn Dæhlie Erling Jevne Sture Sivertsen                         | ITA              | Marco Albarello Silvio Fauner Fabio Maj Fulvio Valbusa                    | FIN              | Jari Isometsä Harri Kirvesniemi Mika Myllylä Sami Repo                      |
| 2002             | KKVV             | NOR              | Thomas Alsgaard Anders Aukland Frode Estil Kristen Skjeldal                       | ITA              | Giorgio Di Centa Fabio Maj Pietro Piller Cottrer Cristian Zorzi           | GER              | Tobias Angerer Jens Filbrich Andreas Schlütter René Sommerfeldt             |
| 2006             | KKVV             | ITA              | Giorgio Di Centa Pietro Piller Cottrer Fulvio Valbusa Cristian Zorzi              | GER              | Tobias Angerer Jens Filbrich Andreas Schlütter René Sommerfeldt           | SWE              | Mathias Fredriksson Mats Larsson Johan Olsson Anders Södergren              |
| 2010             | KKVV             | SWE              | Marcus Hellner Johan Olsson Daniel Richardsson Anders Södergren                   | NOR              | Lars Berger Odd-Bjørn Hjelmeset Martin Johnsrud Sundby Petter Northug     | CZE              | Lukáš Bauer Martin Jakš Martin Koukal Jiří Magál                            |
| 2014             | KKVV             | SWE              | Marcus Hellner Lars Nelson Johan Olsson Daniel Richardsson                        | RUS              | Aleksandr Bessmertnych Dmitri Japarov Aleksandr Legkov Maksim Vylegsjanin | FRA              | Robin Duvillard Jean-Marc Gaillard Maurice Manificat Ivan Perrillat Boiteux |
| 2018             | KKVV             | NOR              | Didrik Tønseth Martin Johnsrud Sundby Simen Hegstad Krüger Johannes Høsflot Klæbo | OAR              | Andrej Larkov Aleksandr Bolsjoenov Aleksej Tsjervotkin Denis Spitsov      | FRA              | Jean-Marc Gaillard Maurice Manificat Clément Parisse Adrien Backscheider    |
| 2022             | KKVV             | ROC              | Aleksej Tsjervotkin Aleksandr Bolsjoenov Denis Spitsov Sergej Oestjoegov          | NOR              | Emil Iversen Pål Golberg Hans Christer Holund Johannes Høsflot Klæbo      | FRA              | Richard Jouve Hugo Lapalus Clément Parisse Maurice Manificat                |

KKVV: 1e: klassiek, 2e: klassiek, 3e: vrije stijl, 4e: vrije stijl
| Land   | Goud | Zilver | Brons | Tot. |
| ------ | ---- | ------ | ----- | ---- |
| SWE    | 6    | 1      | 4     | 11   |
| NOR    | 5    | 9      | 1     | 15   |
| FIN    | 4    | 3      | 6     | 13   |
| URS    | 3    | 2      | 3     | 8    |
| ITA    | 2    | 3      | 0     | 5    |
| ROC    | 1    | 0      | 0     | 1    |
| GER    | 0    | 1      | 1     | 2    |
| RUS    | 0    | 1      | 0     | 1    |
| OAR    | 0    | 1      | 0     | 1    |
| FRA    | 0    | 0      | 3     | 3    |
| CZE    | 0    | 0      | 1     | 1    |
| SUI    | 0    | 0      | 1     | 1    |
| TCH    | 0    | 0      | 1     | 1    |
| Totaal | 21   | 21     | 21    | 63   |

Meervoudige medaillewinnaars
| Succesvolste | Meervoudige |
| --- | --- |
| 2-1-0 Bjørn Dæhlie 2-1-0 Thomas Alsgaard 2-0-1 Johan Olsson 2-0-0 Jan Ottosson 2-0-0 Gunde Svan 2-0-0 Thomas Wassberg 2-0-0 Marcus Hellner 2-0-0 Daniel Richardsson 1-2-0 Marco Albarello 1-2-0 Silvio Fauner 1-2-0 Pål Tyldum 1-1-1 Eero Mäntyranta 1-1-0 Veikko Hakulinen 1-1-0 Väinö Huhtala 1-1-0 Giorgio Vanzetta 1-1-0 Giorgio Di Centa 1-1-0 Pietro Piller Cottrer 1-1-0 Fulvio Valbusa 1-1-0 Cristian Zorzi 1-1-0 Harald Grønningen 1-1-0 Odd Martinsen 1-1-0 Vegard Ulvang 1-1-0 Sture Sivertsen 1-1-0 Martin Johnsrud Sundby 1-1-0 Johannes Høsflot Klæbo 1-1-0 Assar Rönnlund 1-1-0 Nikolaj Zimjatov 1-1-0 / Aleksej Tsjervotkin 1-1-0 / Aleksandr Bolsjoenov 1-1-0 / Denis Spitsov 1-0-2 Juha Mieto 1-0-1 Matti Pitkänen 1-0-1 Pertti Teurajärvi 1-0-1 Nikolai Anikin 1-0-1 Pavel Koltsjin 1-0-1 Nikolaj Bazjoekov 1-0-1 Jevgeni Beljajev 1-0-1 Martin Lundström 1-0-1 Nils Täpp 1-0-1 Anders Södergren | 0-2-0 August Kiuru 0-2-0 Hallgeir Brenden 0-2-0 Ivar Formo 0-2-0 Oddvar Brå 0-2-0 Fabio Maj 0-1-1 Tobias Angerer 0-1-1 Jens Filbrich 0-1-1 Andreas Schlütter 0-1-1 René Sommerfeldt 0-1-1 Kalevi Laurila 0-0-5 Harri Kirvesniemi 0-0-3 Jari Isometsä 0-0-3 Maurice Manificat 0-0-2 Jean-Marc Gaillard 0-0-2 Clément Parisse 0-0-2 Gennadi Vaganov 0-0-2 Jari Räsänen 0-0-2 Mika Myllylä |

### Achtervolging / Skiatlon
N.B. Tot en met 2010 achtervolging, vanaf 2014 skiatlon genoemd.
| Editie                                                                                        | Goud                                                                                          | Goud                                                                                          | Zilver                                                                                        | Zilver                                                                                        | Brons                                                                                         | Brons                                                                                         |
| 10 km klassieke stijl interval start + 15 km vrije stijl achtervolging, gelopen op twee dagen | 10 km klassieke stijl interval start + 15 km vrije stijl achtervolging, gelopen op twee dagen | 10 km klassieke stijl interval start + 15 km vrije stijl achtervolging, gelopen op twee dagen | 10 km klassieke stijl interval start + 15 km vrije stijl achtervolging, gelopen op twee dagen | 10 km klassieke stijl interval start + 15 km vrije stijl achtervolging, gelopen op twee dagen | 10 km klassieke stijl interval start + 15 km vrije stijl achtervolging, gelopen op twee dagen | 10 km klassieke stijl interval start + 15 km vrije stijl achtervolging, gelopen op twee dagen |
| --------------------------------------------------------------------------------------------- | --------------------------------------------------------------------------------------------- | --------------------------------------------------------------------------------------------- | --------------------------------------------------------------------------------------------- | --------------------------------------------------------------------------------------------- | --------------------------------------------------------------------------------------------- | --------------------------------------------------------------------------------------------- |
| 1992                                                                                          | NOR                                                                                           | Bjørn Dæhlie                                                                                  | NOR                                                                                           | Vegard Ulvang                                                                                 | ITA                                                                                           | Giorgio Vanzetta                                                                              |
| 1994                                                                                          | NOR                                                                                           | Bjørn Dæhlie                                                                                  | KAZ                                                                                           | Vladimir Smirnov                                                                              | ITA                                                                                           | Silvio Fauner                                                                                 |
| 1998                                                                                          | NOR                                                                                           | Thomas Alsgaard                                                                               | NOR                                                                                           | Bjørn Dæhlie                                                                                  | KAZ                                                                                           | Vladimir Smirnov                                                                              |
| 10 km klassieke stijl interval start + 10 km vrije stijl achtervolging, gelopen op één dag    |                                                                                               |                                                                                               |                                                                                               |                                                                                               |                                                                                               |                                                                                               |
| 2002                                                                                          | NOR                                                                                           | Thomas Alsgaard                                                                               |                                                                                               |                                                                                               | SWE                                                                                           | Per Elofsson                                                                                  |
| 2002                                                                                          | NOR                                                                                           | Frode Estil                                                                                   |                                                                                               |                                                                                               | SWE                                                                                           | Per Elofsson                                                                                  |
| 15 km klassieke stijl massastart, materiaalwissel, gevolgd door 15 km vrije stijl             |                                                                                               |                                                                                               |                                                                                               |                                                                                               |                                                                                               |                                                                                               |
| 2006                                                                                          | RUS                                                                                           | Jevgeni Dementjev                                                                             | NOR                                                                                           | Frode Estil                                                                                   | ITA                                                                                           | Pietro Piller Cottrer                                                                         |
| 2010                                                                                          | SWE                                                                                           | Marcus Hellner                                                                                | GER                                                                                           | Tobias Angerer                                                                                | SWE                                                                                           | Johan Olsson                                                                                  |
| 2014                                                                                          | SUI                                                                                           | Dario Cologna                                                                                 | SWE                                                                                           | Marcus Hellner                                                                                | NOR                                                                                           | Martin Johnsrud Sundby                                                                        |
| 2018                                                                                          | NOR                                                                                           | Simen Hegstad Krüger                                                                          | NOR                                                                                           | Martin Johnsrud Sundby                                                                        | NOR                                                                                           | Hans Christer Holund                                                                          |
| 2022                                                                                          | ROC                                                                                           | Aleksandr Bolsjoenov                                                                          | ROC                                                                                           | Denis Spitsov                                                                                 | FIN                                                                                           | Iivo Niskanen                                                                                 |

| Land   | Goud | Zilver | Brons | Tot. |
| ------ | ---- | ------ | ----- | ---- |
| NOR    | 6    | 4      | 2     | 12   |
| SWE    | 1    | 1      | 2     | 4    |
| ROC    | 1    | 1      | 0     | 2    |
| RUS    | 1    | 0      | 0     | 1    |
| SUI    | 1    | 0      | 0     | 1    |
| KAZ    | 0    | 1      | 1     | 2    |
| GER    | 0    | 1      | 0     | 1    |
| ITA    | 0    | 0      | 3     | 3    |
| FIN    | 0    | 0      | 1     | 1    |
| Totaal | 9    | 9      | 9     | 27   |

Meervoudige medaillewinnaars
| Succesvolste                                                                    | Meervoudige                                         |
| ------------------------------------------------------------------------------- | --------------------------------------------------- |
| 2-1-0 Bjørn Dæhlie 2-0-0 Thomas Alsgaard 1-1-0 Frode Estil 1-1-0 Marcus Hellner | 0-1-1 Vladimir Smirnov 0-1-1 Martin Johnsrud Sundby |

### Sprint individueel
| Editie | Stijl       | Goud | Goud                   | Zilver | Zilver                | Brons | Brons                |
| ------ | ----------- | ---- | ---------------------- | ------ | --------------------- | ----- | -------------------- |
| 2002   | Klassiek    | NOR  | Tor Arne Hetland       | GER    | Peter Schlickenrieder | ITA   | Cristian Zorzi       |
| 2006   | Vrije stijl | SWE  | Björn Lind             | FRA    | Roddy Darragon        | SWE   | Thobias Fredriksson  |
| 2010   | Klassiek    | RUS  | Nikita Krjoekov        | RUS    | Aleksandr Panzjinski  | NOR   | Petter Northug       |
| 2014   | Vrije stijl | NOR  | Ola Vigen Hattestad    | SWE    | Teodor Peterson       | SWE   | Emil Jönsson         |
| 2018   | Klassiek    | NOR  | Johannes Høsflot Klæbo | ITA    | Federico Pellegrino   | OAR   | Aleksandr Bolsjoenov |
| 2022   | Vrije stijl | NOR  | Johannes Høsflot Klæbo | ITA    | Federico Pellegrino   | ROC   | Aleksandr Terentjev  |

| Land   | Goud | Zilver | Brons | Tot. |
| ------ | ---- | ------ | ----- | ---- |
| NOR    | 4    | 0      | 1     | 5    |
| SWE    | 1    | 1      | 2     | 4    |
| RUS    | 1    | 1      | 0     | 2    |
| ITA    | 0    | 2      | 1     | 3    |
| GER    | 0    | 1      | 0     | 1    |
| FRA    | 0    | 1      | 0     | 1    |
| OAR    | 0    | 0      | 1     | 1    |
| ROC    | 0    | 0      | 1     | 1    |
| Totaal | 6    | 6      | 6     | 18   |

Meervoudige medaillewinnaars
| Succesvolste                 | Meervoudige               |
| ---------------------------- | ------------------------- |
| 2-0-0 Johannes Høsflot Klæbo | 0-2-0 Federico Pellegrino |

### Teamsprint
| Editie |             | Goud | Goud                                          | Zilver | Zilver                               | Brons | Brons                                    |
| ------ | ----------- | ---- | --------------------------------------------- | ------ | ------------------------------------ | ----- | ---------------------------------------- |
| 2006   | Klassiek    | SWE  | Thobias Fredriksson Björn Lind                | NOR    | Tor Arne Hetland Jens Arne Svartedal | RUS   | Ivan Alypov Vasili Rotsjev               |
| 2010   | Vrije stijl | NOR  | Petter Northug Øystein Pettersen              | GER    | Axel Teichmann Tim Tscharnke         | RUS   | Nikolaj Morilov Aleksej Petoechov        |
| 2014   | Klassiek    | FIN  | Sami Jauhojärvi Iivo Niskanen                 | RUS    | Nikita Krjoekov Maksim Vylegsjanin   | SWE   | Emil Jönsson Teodor Peterson             |
| 2018   | Vrije stijl | NOR  | Martin Johnsrud Sundby Johannes Høsflot Klæbo | OAR    | Denis Spitsov Aleksandr Bolsjoenov   | FRA   | Maurice Manificat Richard Jouve          |
| 2022   | Klassiek    | NOR  | Erik Valnes Johannes Høsflot Klæbo            | FIN    | Iivo Niskanen Joni Mäki              | ROC   | Aleksandr Bolsjoenov Aleksandr Terentjev |

| Land   | Goud | Zilver | Brons | Tot. |
| ------ | ---- | ------ | ----- | ---- |
| NOR    | 3    | 1      | 0     | 4    |
| FIN    | 1    | 1      | 0     | 2    |
| SWE    | 1    | 0      | 1     | 2    |
| RUS    | 0    | 1      | 2     | 3    |
| OAR    | 0    | 1      | 0     | 1    |
| GER    | 0    | 1      | 0     | 1    |
| FRA    | 0    | 0      | 1     | 1    |
| ROC    | 0    | 0      | 1     | 1    |
| Totaal | 5    | 5      | 5     | 15   |

Meervoudige medaillewinnaars
| Succesvolste                                     | Meervoudige                  |
| ------------------------------------------------ | ---------------------------- |
| 2-0-0 Johannes Høsflot Klæbo 1-1-0 Iivo Niskanen | 0-1-1 / Aleksandr Bolsjoenov |

## Vrouwen

### Korte afstand
| Editie       | Stijl       | Goud        | Goud                   | Zilver      | Zilver                    | Brons       | Brons                              |
| 5 kilometer  | 5 kilometer | 5 kilometer | 5 kilometer            | 5 kilometer | 5 kilometer               | 5 kilometer | 5 kilometer                        |
| ------------ | ----------- | ----------- | ---------------------- | ----------- | ------------------------- | ----------- | ---------------------------------- |
| 1964         | Klassiek    | URS         | Klavdija Bojarskich    | FIN         | Mirja Lehtonen            | URS         | Alevtina Koltsjina                 |
| 1968         | Klassiek    | SWE         | Toini Gustafsson       | URS         | Galina Koelakova          | URS         | Alevtina Koltsjina                 |
| 1972         | Klassiek    | URS         | Galina Koelakova       | FIN         | Marjatta Kajosmaa         | TCH         | Helena Šikolová                    |
| 1976         | Klassiek    | FIN         | Helena Takalo          | URS         | Raisa Smetanina           | URS         | Nina Baldytsjeva                   |
| 1980         | Klassiek    | URS         | Raisa Smetanina        | FIN         | Hilkka Riihivuori-Kuntola | TCH         | Květoslava Jeriová                 |
| 1984         | Klassiek    | FIN         | Marja-Liisa Hämäläinen | NOR         | Berit Aunli-Kvello        | TCH         | Květoslava Jeriová                 |
| 1988         | Klassiek    | FIN         | Marjo Matikainen       | URS         | Tamara Tichonova          | URS         | Vida Vencienė                      |
| 1992         | Klassiek    | FIN         | Marjut Lukkarinen      | EUN         | Ljoebov Jegorova          | EUN         | Jelena Välbe                       |
| 1994         | Klassiek    | RUS         | Ljoebov Jegorova       | ITA         | Manuela Di Centa          | FIN         | Marja-Liisa Kirvesniemi-Hämäläinen |
| 1998         | Klassiek    | RUS         | Larisa Lazoetina       | CZE         | Kateřina Neumannová       | NOR         | Bente Martinsen                    |
| 10 kilometer |             |             |                        |             |                           |             |                                    |
| 2002         | Klassiek    | NOR         | Bente Skari-Martinsen  | RUS         | Julija Tsjepalova         | ITA         | Stefania Belmondo                  |
| 2006         | Klassiek    | EST         | Kristina Šmigun        | NOR         | Marit Bjørgen             | NOR         | Hilde Pedersen                     |
| 2010         | Vrije stijl | SWE         | Charlotte Kalla        | EST         | Kristina Šmigun-Vähi      | NOR         | Marit Bjørgen                      |
| 2014         | Klassiek    | POL         | Justyna Kowalczyk      | SWE         | Charlotte Kalla           | NOR         | Therese Johaug                     |
| 2018         | Vrije stijl | NOR         | Ragnhild Haga          | SWE         | Charlotte Kalla           | FIN NOR     | Krista Pärmäkoski Marit Bjørgen    |
| 2022         | Klassiek    | NOR         | Therese Johaug         | FIN         | Kerttu Niskanen           | FIN         | Krista Pärmäkoski                  |

| Land   | Goud | Zilver | Brons | Tot. |
| ------ | ---- | ------ | ----- | ---- |
| FIN    | 4    | 4      | 3     | 11   |
| URS    | 3    | 3      | 4     | 10   |
| NOR    | 3    | 2      | 5     | 10   |
| RUS    | 2    | 1      | 0     | 3    |
| SWE    | 2    | 2      | 0     | 4    |
| EST    | 1    | 1      | 0     | 2    |
| POL    | 1    | 0      | 0     | 1    |
| EUN    | 0    | 1      | 1     | 2    |
| ITA    | 0    | 1      | 1     | 2    |
| CZE    | 0    | 1      | 0     | 1    |
| TCH    | 0    | 0      | 3     | 3    |
| Totaal | 16   | 16     | 16    | 48   |

Meervoudige medaillewinnaars
| Succesvolste | Meervoudige                                                                                   |
| --- | --------------------------------------------------------------------------------------------- |
| 1-2-0 Charlotte Kalla 1-1-0 Galina Koelakova 1-1-0 Raisa Smetanina 1-1-0 Ljoebov Jegorova 1-1-0 Kristina Šmigun (-Vähi) 1-0-1 Marja-Liisa (Kirvesniemi-) Hämäläinen 1-0-1 Therese Johaug 1-0-1 Bente (Skari-) Martinsen | 0-1-2 Marit Bjørgen 0-0-2 Alevtina Koltsjina 0-0-2 Květoslava Jeriová 0-0-2 Krista Pärmäkoski |

### Lange afstand
| Editie            | Stijl        | Goud         | Goud                   | Zilver       | Zilver            | Brons        | Brons                              |
| 20 kilometer      | 20 kilometer | 20 kilometer | 20 kilometer           | 20 kilometer | 20 kilometer      | 20 kilometer | 20 kilometer                       |
| ----------------- | ------------ | ------------ | ---------------------- | ------------ | ----------------- | ------------ | ---------------------------------- |
| ↓ Intervalstart ↓ |              |              |                        |              |                   |              |                                    |
| 1984              | Klassiek     | FIN          | Marja-Liisa Hämäläinen | URS          | Raisa Smetanina   | NOR          | Anne Jahren                        |
| 1988              | Vrije stijl  | URS          | Tamara Tichonova       | URS          | Anfisa Restzova   | URS          | Raisa Smetanina                    |
| 30 kilometer      |              |              |                        |              |                   |              |                                    |
| 1992              | Vrije stijl  | ITA          | Stefania Belmondo      | EUN          | Ljoebov Jegorova  | EUN          | Jelena Välbe                       |
| 1994              | Klassiek     | ITA          | Manuela Di Centa       | NOR          | Marit Wold        | FIN          | Marja-Liisa Kirvesniemi-Hämäläinen |
| 1998              | Vrije stijl  | RUS          | Joelia Tsjepalova      | ITA          | Stefania Belmondo | RUS          | Larisa Lazoetina                   |
| 2002              | Klassiek     | ITA          | Gabriella Paruzzi      | ITA          | Stefania Belmondo | NOR          | Bente Skari-Martinsen              |
| ↓ Massastart ↓    |              |              |                        |              |                   |              |                                    |
| 2006              | Vrije stijl  | CZE          | Kateřina Neumannová    | RUS          | Joelia Tsjepalova | POL          | Justyna Kowalczyk                  |
| 2010              | Klassiek     | POL          | Justyna Kowalczyk      | NOR          | Marit Bjørgen     | FIN          | Aino-Kaisa Saarinen                |
| 2014              | Vrije stijl  | NOR          | Marit Bjørgen          | NOR          | Therese Johaug    | NOR          | Kristin Størmer Steira             |
| 2018              | Klassiek     | NOR          | Marit Bjørgen          | FIN          | Krista Pärmäkoski | SWE          | Stina Nilsson                      |
| 2022              | Vrije stijl  | NOR          | Therese Johaug         | USA          | Jessie Diggins    | FIN          | Kerttu Niskanen                    |

| Land   | Goud | Zilver | Brons | Tot. |
| ------ | ---- | ------ | ----- | ---- |
| NOR    | 3    | 3      | 3     | 9    |
| ITA    | 3    | 2      | 0     | 5    |
| FIN    | 1    | 2      | 2     | 5    |
| URS    | 1    | 2      | 1     | 4    |
| RUS    | 1    | 1      | 1     | 3    |
| POL    | 1    | 0      | 1     | 2    |
| CZE    | 1    | 0      | 0     | 1    |
| EUN    | 0    | 1      | 1     | 2    |
| USA    | 0    | 1      | 0     | 1    |
| SWE    | 0    | 0      | 1     | 1    |
| Totaal | 11   | 11     | 11    | 33   |

Meervoudige medaillewinnaars
| Succesvolste | Meervoudige           |
| --- | --------------------- |
| 2-1-0 Marit Bjørgen 1-2-0 Stefania Belmondo 1-1-0 Joelia Tsjepalova 1-1-0 Therese Johaug 1-0-1 Marja-Liisa (Kirvesniemi-) Hämäläinen 1-0-1 Justyna Kowalczyk | 0-1-1 Raisa Smetanina |

### Estafette
| Editie          | Stijl           | Goud            | Goud                                                                                      | Zilver          | Zilver                                                                     | Brons           | Brons                                                                              |
| 3 x 5 kilometer | 3 x 5 kilometer | 3 x 5 kilometer | 3 x 5 kilometer                                                                           | 3 x 5 kilometer | 3 x 5 kilometer                                                            | 3 x 5 kilometer | 3 x 5 kilometer                                                                    |
| --------------- | --------------- | --------------- | ----------------------------------------------------------------------------------------- | --------------- | -------------------------------------------------------------------------- | --------------- | ---------------------------------------------------------------------------------- |
| 1956            | Klassiek        | FIN             | Mirja Hietamies Sirkka Polkunen Siiri Rantanen                                            | URS             | Radja Jerosjina Alevtina Koltsjina Ljoebov Kosireva                        | SWE             | Sonja Edström Anna Lisa Eriksson Irma Johansson                                    |
| 1960            | Klassiek        | SWE             | Irma Johansson Sonja Ruthström-Edström Britt Strandberg                                   | URS             | Ljoebov Baranova-Kosireva Maria Goesakova Radja Jerosjina                  | FIN             | Siiri Rantanen Eeva Ruoppa Toini Pöysti                                            |
| 1964            | Klassiek        | URS             | Klavdija Bojarskich Alevtina Koltsjina Jevdokija Meksjilo                                 | SWE             | Toini Gustafsson Barbro Martinsson Britt Strandberg                        | FIN             | Mirja Lehtonen Toini Pöysti Senja Pusula                                           |
| 1968            | Klassiek        | NOR             | Inger Aufles Babben Enger-Damon Berit Mørdre                                              | SWE             | Toini Gustafsson Barbro Martinsson Britt Strandberg                        | URS             | Rita Atsjkina Galina Koelakova Alevtina Koltsjina                                  |
| 1972            | Klassiek        | URS             | Galina Koelakova Ljoebov Moechatsjeva Alevtina Oljoenina                                  | FIN             | Marjatta Kajosmaa Hilkka Kuntola Helena Takalo                             | NOR             | Inger Aufles Åslaug Dahl Berit Mørdre-Lammedal                                     |
| 4 x 5 kilometer |                 |                 |                                                                                           |                 |                                                                            |                 |                                                                                    |
| 1976            | Klassiek        | URS             | Zinaida Amosova Nina Baldytsjeva Galina Koelakova Raisa Smetanina                         | FIN             | Marjatta Kajosmaa Hilkka Kuntola Liisa Suikhonen Helena Takalo             | GDR             | Monika Debertshäuser Sigrun Krause Barbara Petzold Veronika Schmidt                |
| 1980            | Klassiek        | GDR             | Carola Anding Barbara Petzold Marlies Rostock Veronika Schmidt-Hesse                      | URS             | Nina Baldytsjeva Galina Koelakova Nina Rotsjeva Raisa Smetanina            | NOR             | Anette Bøe Berit Kvello-Aunli Marit Myrmæl Brit Pettersen                          |
| 1984            | Klassiek        | NOR             | Anne Jahren Berit Kvello-Aunli Inger Helene Nybråten Brit Pettersen                       | TCH             | Květoslava Jeriová Blanka Paulů Gabriela Svobodová Dagmar Svubová          | FIN             | Marja-Liisa Hämäläinen Elja Hyytiäinen Pirkko Määttä Marjo Matikainen              |
| 1988            | Vrije stijl     | URS             | Nina Gavriljoek Svetlana Nagejkina Anfisa Restzova Tamara Tichonova                       | NOR             | Marianne Dahlmo Trude Dybendahl Anne Jahren Marit Wold                     | FIN             | Marja-Liisa Kirvesniemi-Hämäläinen Pirkko Määttä Marjo Matikainen Jaana Savolainen |
| 1992            | KKVV            | EUN             | Ljoebov Jegorova Larisa Lazoetina Raisa Smetanina Jelena Välbe                            | NOR             | Trude Dybendahl Elin Nilsen Inger Helene Nybråten Solveig Pedersen         | ITA             | Stefania Belmondo Manuela Di Centa Gabriella Paruzzi Bice Vanzetta                 |
| 1994            | KKVV            | RUS             | Ljoebov Jegorova Larisa Lazoetina Nina Gavriljoek Jelena Välbe                            | NOR             | Trude Dybendahl Anita Moen Elin Nilsen Inger Helene Nybråten               | ITA             | Stefania Belmondo Manuela Di Centa Gabriella Paruzzi Bice Vanzetta                 |
| 1998            | KKVV            | RUS             | Olga Danilova Nina Gavriljoek Larisa Lazoetina Jelena Välbe                               | NOR             | Bente Martinsen Anita Moen-Guidon Elin Nilsen Marit Wold-Mikkelsplass      | ITA             | Stefania Belmondo Manuela Di Centa Karin Moroder Gabriella Paruzzi                 |
| 2002            | KKVV            | GER             | Viola Bauer Manuela Henkel Claudia Künzel Evi Sachenbacher                                | NOR             | Marit Bjørgen Bente Martinsen-Skari Anita Moen Hilde G. Pedersen           | SUI             | Brigitte Albrecht-Loretan Andrea Huber Natascia Leonardi-Cortesi Laurence Rochat   |
| 2006            | KKVV            | RUS             | Natalia Baranova-Masolkina Larisa Koerkina Jevgenia Medvedeva-Abroezova Joelia Tsjepalova | GER             | Viola Bauer Stefanie Böhler Claudia Künzel Evi Sachenbacher                | ITA             | Antonella Confortola Arianna Follis Gabriella Paruzzi Sabina Valbusa               |
| 2010            | KKVV            | NOR             | Marit Bjørgen Therese Johaug Vibeke Skofterud Kristin Størmer Steira                      | GER             | Miriam Gössner Claudia Künzel-Nystad Evi Sachenbacher-Stehle Katrin Zeller | FIN             | Virpi Kuitunen Pirjo Muranen Riitta-Liisa Roponen Aino-Kaisa Saarinen              |
| 2014            | KKVV            | SWE             | Anna Haag Ida Ingemarsdotter Charlotte Kalla Emma Wikén                                   | FIN             | Anne Kyllönen Krista Lähteenmäki Kerttu Niskanen Aino-Kaisa Saarinen       | GER             | Stefanie Böhler Nicole Fessel Denise Herrmann Claudia Künzel-Nystad                |
| 2018            | KKVV            | NOR             | Ingvild Flugstad Østberg Astrid Jacobsen Ragnhild Haga Marit Bjørgen                      | SWE             | Anna Haag Charlotte Kalla Ebba Andersson Stina Nilsson                     | OAR             | Natalja Neprjajeva Joelia Beloroekova Anastasia Sedova Anna Netsjajevskaja         |
| 2022            | KKVV            | ROC             | Joelia Stoepak Natalja Neprjajeva Tatjana Sorina Veronika Stepanova                       | GER             | Katherine Sauerbrey Katharina Hennig Victoria Carl Sofie Krehl             | SWE             | Maja Dahlqvist Ebba Andersson Frida Karlsson Jonna Sundling                        |

KKVV: 1e: klassiek, 2e: klassiek, 3e: vrije stijl, 4e: vrije stijl
| Land   | Goud | Zilver | Brons | Tot. |
| ------ | ---- | ------ | ----- | ---- |
| NOR    | 4    | 5      | 2     | 11   |
| URS    | 4    | 3      | 1     | 8    |
| RUS    | 3    | 0      | 0     | 3    |
| SWE    | 2    | 3      | 2     | 7    |
| FIN    | 1    | 3      | 5     | 9    |
| GER    | 1    | 3      | 1     | 5    |
| GDR    | 1    | 0      | 1     | 2    |
| EUN    | 1    | 0      | 0     | 1    |
| ROC    | 1    | 0      | 0     | 1    |
| TCH    | 0    | 1      | 0     | 1    |
| ITA    | 0    | 0      | 4     | 4    |
| OAR    | 0    | 0      | 1     | 1    |
| SUI    | 0    | 0      | 1     | 1    |
| Totaal | 18   | 18     | 18    | 54   |

Meervoudige medaillewinnaars
| Succesvolste | Meervoudige |
| --- | --- |
| 3-0-0 / Nina Gavriljoek 3-0-0 Larisa Lazoetina 3-0-0 Jelena Välbe 2-1-0 Galina Koelakova 2-1-0 Marit Bjørgen 2-0-0 Ljoebov Jegorova 1-2-1 Claudia Künzel (-Nystad) 1-2-0 Britt Strandberg 1-2-0 Inger Helene Nybråten 1-2-0 Evi Sachenbacher (-Stehle) 1-1-1 Alevtina Koltsjina 1-1-0 Nina Baldytsjeva 1-1-0 Raisa Smetanina 1-1-0 Anne Jahren 1-1-0 Viola Bauer 1-1-0 Anna Haag 1-1-0 Charlotte Kalla 1-0-1 Siiri Rantanen 1-0-1 Sonja (Ruthström-) Edström 1-0-1 Irma Johansson 1-0-1 Inger Aufles 1-0-1 Berit Mørdre (-Lammedal) 1-0-1 Barbara Petzold 1-0-1 Veronika Schmidt (-Hesse) 1-0-1 Berit Kvello-Aunli 1-0-1 Brit Pettersen 1-0-1 / Natalja Neprjajeva | 0-0-3 Trude Dybendahl 0-0-3 Elin Nilsen 0-0-3 Anita Moen (-Guidon) 0-2-0 Radja Jerosjina 0-2-0 Ljoebov Kosireva 0-2-0 Toini Gustafsson 0-2-0 Barbro Martinsson 0-2-0 Marjatta Kajosmaa 0-2-0 Hilkka Kuntola 0-2-0 Helena Takalo 0-2-0 Marit Wold (-Mikkelsplass) 0-2-0 Bente (Skari-) Martinsen 0-1-1 Stefanie Böhler 0-1-1 Aino-Kaisa Saarinen 0-1-1 Ebba Andersson 0-0-4 Gabriella Paruzzi 0-0-3 Stefania Belmondo 0-0-3 Manuela Di Centa 0-0-2 Toini Pöysti 0-0-2 Marja-Liisa (Kirvesniemi-) Hämäläinen 0-0-2 Pirkko Määttä 0-0-2 Marjo Matikainen 0-0-2 Bice Vanzetta |

### Achtervolging / Skiatlon
N.B. Tot en met 2010 achtervolging, vanaf 2014 skiatlon genoemd.
| Editie                                                                                       | Goud                                                                                         | Goud                                                                                         | Zilver                                                                                       | Zilver                                                                                       | Brons                                                                                        | Brons                                                                                        |
| 5 km klassieke stijl interval start + 10 km vrije stijl achtervolging, gelopen op twee dagen | 5 km klassieke stijl interval start + 10 km vrije stijl achtervolging, gelopen op twee dagen | 5 km klassieke stijl interval start + 10 km vrije stijl achtervolging, gelopen op twee dagen | 5 km klassieke stijl interval start + 10 km vrije stijl achtervolging, gelopen op twee dagen | 5 km klassieke stijl interval start + 10 km vrije stijl achtervolging, gelopen op twee dagen | 5 km klassieke stijl interval start + 10 km vrije stijl achtervolging, gelopen op twee dagen | 5 km klassieke stijl interval start + 10 km vrije stijl achtervolging, gelopen op twee dagen |
| -------------------------------------------------------------------------------------------- | -------------------------------------------------------------------------------------------- | -------------------------------------------------------------------------------------------- | -------------------------------------------------------------------------------------------- | -------------------------------------------------------------------------------------------- | -------------------------------------------------------------------------------------------- | -------------------------------------------------------------------------------------------- |
| 1992                                                                                         | EUN                                                                                          | Ljoebov Jegorova                                                                             | ITA                                                                                          | Stefania Belmondo                                                                            | EUN                                                                                          | Jelena Välbe                                                                                 |
| 1994                                                                                         | RUS                                                                                          | Ljoebov Jegorova                                                                             | ITA                                                                                          | Manuela Di Centa                                                                             | ITA                                                                                          | Stefania Belmondo                                                                            |
| 1998                                                                                         | RUS                                                                                          | Larisa Lazoetina                                                                             | RUS                                                                                          | Olga Danilova                                                                                | CZE                                                                                          | Kateřina Neumannová                                                                          |
| 5 km klassieke stijl interval start + 5 km vrije stijl achtervolging, gelopen op één dag     |                                                                                              |                                                                                              |                                                                                              |                                                                                              |                                                                                              |                                                                                              |
| 2002                                                                                         | CAN                                                                                          | Beckie Scott                                                                                 | CZE                                                                                          | Kateřina Neumannová                                                                          | GER                                                                                          | Viola Bauer                                                                                  |
| 7,5 km klassieke stijl massastart, materiaalwissel, gevolgd door 7,5 km vrije stijl          |                                                                                              |                                                                                              |                                                                                              |                                                                                              |                                                                                              |                                                                                              |
| 2006                                                                                         | EST                                                                                          | Kristina Šmigun                                                                              | CZE                                                                                          | Kateřina Neumannová                                                                          | RUS                                                                                          | Jevgenia Medvedeva-Abroezova                                                                 |
| 2010                                                                                         | NOR                                                                                          | Marit Bjørgen                                                                                | SWE                                                                                          | Anna Haag                                                                                    | POL                                                                                          | Justyna Kowalczyk                                                                            |
| 2014                                                                                         | NOR                                                                                          | Marit Bjørgen                                                                                | SWE                                                                                          | Charlotte Kalla                                                                              | NOR                                                                                          | Heidi Weng                                                                                   |
| 2018                                                                                         | SWE                                                                                          | Charlotte Kalla                                                                              | NOR                                                                                          | Marit Bjørgen                                                                                | FIN                                                                                          | Krista Pärmäkoski                                                                            |
| 2022                                                                                         | NOR                                                                                          | Therese Johaug                                                                               | ROC                                                                                          | Natalja Neprjajeva                                                                           | AUT                                                                                          | Teresa Stadlober                                                                             |

| Land   | Goud | Zilver | Brons | Tot. |
| ------ | ---- | ------ | ----- | ---- |
| NOR    | 3    | 1      | 1     | 5    |
| RUS    | 2    | 1      | 1     | 4    |
| SWE    | 1    | 2      | 0     | 3    |
| EUN    | 1    | 0      | 1     | 2    |
| CAN    | 1    | 0      | 0     | 1    |
| EST    | 1    | 0      | 0     | 1    |
| ITA    | 0    | 2      | 1     | 3    |
| CZE    | 0    | 2      | 1     | 3    |
| ROC    | 0    | 1      | 0     | 1    |
| AUT    | 0    | 0      | 1     | 1    |
| FIN    | 0    | 0      | 1     | 1    |
| GER    | 0    | 0      | 1     | 1    |
| POL    | 0    | 0      | 1     | 1    |
| Totaal | 9    | 9      | 9     | 81   |

Meervoudige medaillewinnaars
| Succesvolste                                                     | Meervoudige                                       |
| ---------------------------------------------------------------- | ------------------------------------------------- |
| 2-1-0 Marit Bjørgen 2-0-0 Ljoebov Jegorova 1-1-0 Charlotte Kalla | 0-2-1 Kateřina Neumannová 0-1-1 Stefania Belmondo |

### Sprint individueel
| Editie | Stijl       | Goud | Goud                   | Zilver | Zilver                   | Brons | Brons              |
| ------ | ----------- | ---- | ---------------------- | ------ | ------------------------ | ----- | ------------------ |
| 2002   | Klassiek    | RUS  | Joelia Tsjepalova      | GER    | Evi Sachenbacher         | NOR   | Anita Moen         |
| 2006   | Vrije stijl | CAN  | Chandra Crawford       | GER    | Claudia Künzel           | RUS   | Alena Sidko        |
| 2010   | Klassiek    | NOR  | Marit Bjørgen          | POL    | Justyna Kowalczyk        | SLO   | Petra Majdič       |
| 2014   | Vrije stijl | NOR  | Maiken Caspersen Falla | NOR    | Ingvild Flugstad Østberg | SLO   | Vesna Fabjan       |
| 2018   | Klassiek    | SWE  | Stina Nilsson          | NOR    | Maiken Caspersen Falla   | OAR   | Joelia Beloroekova |
| 2022   | Vrije stijl | SWE  | Jonna Sundling         | SWE    | Maja Dahlqvist           | USA   | Jessie Diggins     |

| Land   | Goud | Zilver | Brons | Tot. |
| ------ | ---- | ------ | ----- | ---- |
| NOR    | 2    | 2      | 1     | 5    |
| SWE    | 2    | 1      | 0     | 3    |
| RUS    | 1    | 0      | 1     | 2    |
| CAN    | 1    | 0      | 0     | 1    |
| GER    | 0    | 2      | 0     | 2    |
| POL    | 0    | 1      | 0     | 1    |
| SLO    | 0    | 0      | 2     | 2    |
| OAR    | 0    | 0      | 1     | 1    |
| USA    | 0    | 0      | 1     | 1    |
| Totaal | 6    | 6      | 6     | 18   |

Meervoudige medaillewinnaars
| Succesvolste                 | Meervoudige |
| ---------------------------- | ----------- |
| 1-1-0 Maiken Caspersen Falla |             |

### Teamsprint
| Editie | Stijl       | Goud | Goud                                   | Zilver | Zilver                              | Brons | Brons                                |
| ------ | ----------- | ---- | -------------------------------------- | ------ | ----------------------------------- | ----- | ------------------------------------ |
| 2006   | Klassiek    | SWE  | Lina Andersson Anna Dahlberg           | CAN    | Sara Renner Beckie Scott            | FIN   | Virpi Kuitunen Aino-Kaisa Saarinen   |
| 2010   | Vrije stijl | GER  | Claudia Nystad Evi Sachenbacher-Stehle | SWE    | Anna Haag Charlotte Kalla           | RUS   | Irina Chazova Natalja Korosteleva    |
| 2014   | Klassiek    | NOR  | Marit Bjørgen Ingvild Flugstad Østberg | FIN    | Kerttu Niskanen Aino-Kaisa Saarinen | SWE   | Ida Ingemarsdotter Stina Nilsson     |
| 2018   | Vrije stijl | USA  | Kikkan Randall Jessica Diggins         | SWE    | Charlotte Kalla Stina Nilsson       | NOR   | Maiken Caspersen Falla Marit Bjørgen |
| 2022   | Klassiek    | GER  | Katharina Hennig Victoria Carl         | SWE    | Maja Dahlqvist Jonna Sundling       | ROC   | Joelia Stoepak Natalja Neprjajeva    |

| Land   | Goud | Zilver | Brons | Tot. |
| ------ | ---- | ------ | ----- | ---- |
| GER    | 2    | 0      | 0     | 2    |
| SWE    | 1    | 3      | 1     | 5    |
| NOR    | 1    | 0      | 1     | 2    |
| USA    | 1    | 0      | 0     | 1    |
| FIN    | 0    | 1      | 1     | 2    |
| CAN    | 0    | 1      | 0     | 1    |
| RUS    | 0    | 0      | 1     | 1    |
| ROC    | 0    | 0      | 1     | 1    |
| Totaal | 5    | 5      | 5     | 15   |

Meervoudige medaillewinnaars
| Succesvolste        | Meervoudige                                                         |
| ------------------- | ------------------------------------------------------------------- |
| 1-0-1 Marit Bjørgen | 0-2-0 Charlotte Kalla 0-1-1 Aino-Kaisa Saarinen 0-1-1 Stina Nilsson |

## Afgevoerde onderdelen

#### Middenafstand (mannen)
| Editie            | Stijl        | Goud         | Goud                | Zilver       | Zilver             | Brons        | Brons              |
| 30 kilometer      | 30 kilometer | 30 kilometer | 30 kilometer        | 30 kilometer | 30 kilometer       | 30 kilometer | 30 kilometer       |
| ----------------- | ------------ | ------------ | ------------------- | ------------ | ------------------ | ------------ | ------------------ |
| ↓ Intervalstart ↓ |              |              |                     |              |                    |              |                    |
| 1956              | Klassiek     | FIN          | Veikko Hakulinen    | SWE          | Sixten Jernberg    | URS          | Pavel Koltsjin     |
| 1960              | Klassiek     | SWE          | Sixten Jernberg     | SWE          | Rolf Rämgård       | URS          | Nikolai Anikin     |
| 1964              | Klassiek     | FIN          | Eero Mäntyranta     | NOR          | Harald Grønningen  | URS          | Igor Vorontsjisjin |
| 1968              | Klassiek     | ITA          | Franco Nones        | NOR          | Odd Martinsen      | FIN          | Eero Mäntyranta    |
| 1972              | Klassiek     | URS          | Vjatsjeslav Vedenin | NOR          | Pål Tyldum         | NOR          | Johannes Harviken  |
| 1976              | Klassiek     | URS          | Sergej Saveljev     | USA          | Bill Koch          | URS          | Ivan Garanin       |
| 1980              | Klassiek     | URS          | Nikolaj Zimjatov    | URS          | Vasili Rotsjev     | BUL          | Ivan Lebanov       |
| 1984              | Klassiek     | URS          | Nikolaj Zimjatov    | URS          | Alexander Savjalov | SWE          | Gunde Svan         |
| 1988              | Klassiek     | URS          | Aleksej Prokoerorov | URS          | Vladimir Smirnov   | NOR          | Vegard Ulvang      |
| 1992              | Klassiek     | NOR          | Vegard Ulvang       | NOR          | Bjørn Dæhlie       | NOR          | Terje Langli       |
| 1994              | Vrije stijl  | NOR          | Thomas Alsgaard     | NOR          | Bjørn Dæhlie       | FIN          | Mika Myllylä       |
| 1998              | Klassiek     | FIN          | Mika Myllylä        | NOR          | Erling Jevne       | ITA          | Silvio Fauner      |
| ↓ Massastart ↓    |              |              |                     |              |                    |              |                    |
| 2002              | Vrije stijl  | AUT          | Christian Hoffmann  | AUT          | Mikhail Botvinov   | NOR          | Kristen Skjeldal   |

| Land   | Goud | Zilver | Brons | Tot. |
| ------ | ---- | ------ | ----- | ---- |
| URS    | 5    | 3      | 4     | 12   |
| FIN    | 3    | 0      | 2     | 5    |
| NOR    | 2    | 6      | 4     | 12   |
| SWE    | 1    | 2      | 1     | 4    |
| AUT    | 1    | 1      | 0     | 2    |
| ITA    | 1    | 0      | 1     | 2    |
| USA    | 0    | 1      | 0     | 1    |
| BUL    | 0    | 0      | 1     | 1    |
| Totaal | 13   | 13     | 13    | 39   |

Meervoudige medaillewinnaars
| Succesvolste                                                                                              | Meervoudige        |
| --- | ------------------ |
| 2-0-0 Nikolaj Zimjatov 1-1-0 Sixten Jernberg 1-0-1 Eero Mäntyranta 1-0-1 Vegard Ulvang 1-0-1 Mika Myllylä | 0-2-0 Bjørn Dæhlie |

#### Middenafstand (vrouwen)
| Editie            | Stijl        | Goud         | Goud                               | Zilver       | Zilver                    | Brons        | Brons             |
| 10 kilometer      | 10 kilometer | 10 kilometer | 10 kilometer                       | 10 kilometer | 10 kilometer              | 10 kilometer | 10 kilometer      |
| ----------------- | ------------ | ------------ | ---------------------------------- | ------------ | ------------------------- | ------------ | ----------------- |
| ↓ Intervalstart ↓ |              |              |                                    |              |                           |              |                   |
| 1952              | Klassiek     | FIN          | Lydia Wideman                      | FIN          | Mirja Hietamies           | FIN          | Siiri Rantanen    |
| 1956              | Klassiek     | URS          | Ljoebov Kosireva                   | URS          | Radja Jerosjina           | SWE          | Sonja Edström     |
| 1960              | Klassiek     | URS          | Maria Goesakova                    | URS          | Ljoebov Baranova-Kosyreva | URS          | Radja Jerosjina   |
| 1964              | Klassiek     | URS          | Klavdija Bojarskich                | URS          | Jevdokija Meksjilo        | URS          | Maria Goesakova   |
| 1968              | Klassiek     | SWE          | Toini Gustafsson                   | NOR          | Berit Mørdre              | NOR          | Inger Aufles      |
| 1972              | Klassiek     | URS          | Galina Koelakova                   | URS          | Alevtina Oljoenina        | FIN          | Marjatta Kajosmaa |
| 1976              | Klassiek     | URS          | Raisa Smetanina                    | FIN          | Helena Takalo             | URS          | Galina Koelakova  |
| 1980              | Klassiek     | GDR          | Barbara Petzold                    | FIN          | Hilkka Riihivuori         | FIN          | Helena Takalo     |
| 1984              | Klassiek     | FIN          | Marja-Liisa Hämälainen-Kirvesniemi | URS          | Raisa Smetanina           | NOR          | Britt Pettersen   |
| 1988              | Klassiek     | URS          | Vida Vencienė                      | URS          | Raisa Smetanina           | FIN          | Marjo Matikainen  |
| 15 kilometer      |              |              |                                    |              |                           |              |                   |
| 1992              | Klassiek     | EUN          | Ljoebov Jegorova                   | FIN          | Marjut Lukkarinen         | EUN          | Jelena Välbe      |
| 1994              | Klassiek     | ITA          | Manuela Di Centa                   | RUS          | Ljoebov Jegorova          | RUS          | Nina Gavriljoek   |
| 1998              | Klassiek     | RUS          | Olga Danilova                      | RUS          | Larisa Lazoetina          | NOR          | Anita Moen-Guidon |
| ↓ Massastart ↓    |              |              |                                    |              |                           |              |                   |
| 2002              | Vrije stijl  | ITA          | Stefania Belmondo                  | CZE          | Kateřina Neumannová       | RUS          | Joelia Tsjepalova |

| Land   | Goud | Zilver | Brons | Tot. |
| ------ | ---- | ------ | ----- | ---- |
| URS    | 6    | 6      | 3     | 15   |
| FIN    | 2    | 4      | 4     | 10   |
| ITA    | 2    | 0      | 0     | 2    |
| RUS    | 1    | 2      | 2     | 5    |
| EUN    | 1    | 0      | 1     | 2    |
| SWE    | 1    | 0      | 1     | 2    |
| GDR    | 1    | 0      | 0     | 1    |
| NOR    | 0    | 1      | 3     | 4    |
| CZE    | 0    | 1      | 0     | 1    |
| Totaal | 14   | 14     | 14    | 42   |

Meervoudige medaillewinnaars
| Succesvolste | Meervoudige                               |
| --- | ----------------------------------------- |
| 1-2-0 Raisa Smetanina 1-1-0 Ljoebov (Baranova-) Kosireva 1-1-0 Ljoebov Jegorova 1-0-1 Maria Goesakova 1-0-1 Galina Koelakova | 0-1-1 Radja Jerosjina 0-1-1 Helena Takalo |

## Clean sweeps
In onderstaand overzicht staan alle onderdelen waarop een land het volledige podium in beslag nam.
| Spelen | Onderdeel | NOC | Goud                 | Zilver                             | Brons                  |
| ------ | --------- | --- | -------------------- | ---------------------------------- | ---------------------- |
| 1924   | 50 km (m) | NOR | Thorleif Haug        | Thoralf Strømstad                  | Johan Grøttumsbråten   |
| 1928   | 18 km (m) | NOR | Johan Grøttumsbråten | Ole Hegge                          | Reidar Ødegaard        |
| 1928   | 50 km (m) | SWE | Per-Erik Hedlund     | Gustaf Jonsson                     | Volger Andersson       |
| 1936   | 50 km (m) | SWE | Elis Wiklund         | Axel Wikström                      | Nils-Joel Englund      |
| 1948   | 18 km (m) | SWE | Martin Lundström     | Nils Östensson                     | Gunnar Eriksson        |
| 1952   | 10 km (v) | FIN | Lydia Wideman        | Mirja Hietamies                    | Siiri Rantanen         |
| 1960   | 10 km (v) | URS | Maria Goesakova      | Ljoebov Kosireva Baranova-Kosireva | Radja Jerosjina        |
| 1964   | 10 km (v) | URS | Klavdija Bojarskich  | Jevdokija Meksjilo                 | Maria Goesakova        |
| 1988   | 20 km (v) | URS | Tamara Tichonova     | Anfisa Restzova                    | Raisa Smetanina        |
| 1992   | 30 km (m) | NOR | Vegard Ulvang        | Bjørn Dæhlie                       | Terje Langli           |
| 2014   | 50 km (m) | RUS | Aleksandr Legkov     | Maksim Vylegsjanin                 | Ilja Tsjernoesov       |
| 2014   | 30 km (v) | NOR | Marit Bjørgen        | Therese Johaug                     | Kristin Størmer Steira |
| 2018   | skiatlon  | NOR | Simen Hegstad Krüger | Martin Johnsrud Sundby             | Hans Christer Holund   |

Chamonix 1924 · 
St. Moritz 1928 · 
Lake Placid 1932 · 
Garmisch-Partenkirchen 1936 · 
St. Moritz 1948 · 
Oslo 1952 · 
Cortina d'Ampezzo 1956 · 
Squaw Valley 1960 · 
Innsbruck 1964 · 
Grenoble 1968 · 
Sapporo 1972 · 
Innsbruck 1976 · 
Lake Placid 1980 · 
Sarajevo 1984 · 
Calgary 1988 · 
Albertville 1992 · 
Lillehammer 1994 · 
Nagano 1998 · 
Salt Lake City 2002 · 
Turijn 2006 · 
Vancouver 2010 · 
Sotsji 2014 · 
Pyeongchang 2018 · 
Peking 2022 
Lijst van olympische medaillewinnaars